# Merceuil
Merceuil település Franciaországban, Côte-d’Or megyében. Lakosainak száma 814 fő (2022. január 1.). Merceuil Montagny-lès-Beaune, Sainte-Marie-la-Blanche, Tailly, Bligny-lès-Beaune, Corcelles-les-Arts, Meursault, Demigny és Saint-Loup-Géanges községekkel határos.

## Népesség
A település népességének változása:
| Lakosok száma | 382  | 526  | 579  | 660  | 824  | 818  | 812  | 807  | 804  | 814  |
|               | 1968 | 1982 | 1990 | 2006 | 2013 | 2015 | 2017 | 2019 | 2020 | 2022 |